# Хау, Ким
Ким Хау (англ. Kym Howe; род. 12 июня 1980, Перт) — австралийская легкоатлетка, специализирующаяся в прыжках с шестом. Чемпионка Игр Содружества 2006. Участница Олимпиады 2004 года. Двукратная чемпионка Австралии (2004, 2007). Обладательница национального рекорда в прыжках с шестом в помещении — 4,72 м (2007).

## Биография
Родилась 12 июня 1980 года в городе Перт, штат Западная Австралия, Австралия.
С 1993 по 1996 год Хау был членом юношеской сборной штата Вашингтон по гимнастике. В 1997 году перешла в лёгкую атлетику.
Дебютировала на международных соревнованиях в 1998 году на чемпионате мира среди юниоров, где заняла 11 место.
В 2002 году стала серебряным призёром Игр Содружества в Манчестере с результатом 4,15 м.
В 2004 году приняла участие в Олимпийских играх в Афинах. Заняла 16 место в квалификации и не попала в финальную часть соревнований.
Дважды, в 2004 и 2007 годах, становилась чемпионкой Австралии.
В 2006 году установила рекорд Австралии на открытом воздухе — 4,61 м, а также победила на Играх Содружества в Мельбурне с результатом 4,62 м, улучшив личный рекорд.
10 февраля 2007 года на соревнованиях «Звёзды шеста» в Донецке Ким установила рекорд Австралии в помещении — 4,72 м., а 30 июня установила рекорд Австралии и Океании на открытом воздухе — 4,65 м. По окончании сезона завершила спортивную карьеру.

## Основные результаты
| Год  | Соревнования                      | Место проведения    | Место    | Результат |
| ---- | --------------------------------- | ------------------- | -------- | --------- |
| 1998 | Чемпионат мира среди юниоров      | Анси, Франция       | 11       | 3,90 м    |
| 2002 | Игры Содружества                  | Манчестер, Англия   | 2        | 4,15 м    |
| 2004 | Летние Олимпийские игры           | Афины, Греция       | 16 (кв.) | 4,30 м    |
| 2006 | Игры Содружества                  | Мельбурн, Австралия | 1        | 4,62 м    |
| 2006 | Всемирный легкоатлетический финал | Штутгарт, Германия  | 7        | 4,50 м    |
| 2007 | Чемпионат мира                    | Осака, Япония       | 11       | 4,50 м    |